# Иван Роглев
Иван (Йон, Йован) Роглев – Лисолаецът е български революционер, деец на Вътрешната македоно-одринска революционна организация.

## Биография
Роден е в битолското село Лисолай, тогава в Османската империя. Включва се дейно в националноосвободителни борби на българите в Македония и влиза във ВМОРО. Участва в Илинденско-Преображенското въстание през лятото на 1903 година и е битолски районен войвода.